# All or Nothing (album Jaya Seana)
All or Nothing – trzeci album studyjny brytyjskiego wokalisty pop Jaya Seana, jednak pierwsza płyta wydana w Ameryce. Został wydany 23 listopada 2009. Początkowo album miał nazywać się "My Own Way (US Edition)". Niektóre piosenki Jay Sean nagrał w duecie z Lilem Wayne'em, Drake, Slim and Birdman. Album w Stanach Zjednoczonych zyskał wiele pozytywnych recenzji, natomiast w Wielkiej Brytanii przeciętne.

## Lista utworów
Edycja brytyjska:
1. "Down" (feat. Lil Wayne)3:32
2. "Fire" 3:20
3. "Do You Remember" (feat. Sean Paul & Lil Jon) 3:31
4. "Love Like This (Eternity)" 3:39
5. "Do You" 4:04
6. "War" 3:45
7. "If I Ain't Got You" 3:19
8. "Ride It" 3:00
9. "Far Away" (feat. Keisha Buchanan) 3:32
10. "Stuck In The Middle" (feat. Craig David) 3:36
11. "Lights Off" 4:13
12. "All Or Nothing" 4:22
13. "Stay" 3:38
14. "Cry" 4:36
15. "Down (Candle Light Remix)" 3:15
16. "Stay (Boy Better Know Mix)" (feat. Chipmunk, Skepta, Frisco & Jammer) 3:37

Edycja amerykańska:
1. "Do You" 4:05
2. "Fire" 3:20
3. "Down" (feat. Lil Wayne) 3:32
4. "Do You Remember" (feat. Sean Paul & Lil Jon) 3:31
5. "Ride It" 3:01
6. "Love Like This (Eternity)" 3:38
7. "If I Ain't Got You" 3:18
8. "War" 3:45
9. "Cry" 4:35
10. "All or Nothing" 4:23
11. "Stuck in the Middle" (feat. Jared Cotter) 3:37
12. "Stay" 3:39
13. "Lights Off" 4:13
14. "Down (Candle Light Remix)" 3:15
15. "Down (Jason Nevins Remix feat. Lil Wayne) (iTunes Bonus Track)" 3:39

## Sprzedaż
Dotychczas sprzedano 130.000 egzemplarzy albumu w USA.

## Notowania
| Notowanie (2009)  | Najwyższa pozycja |
| ----------------- | ----------------- |
| Stany Zjednoczone | 37                |
| Kanada            | 78                |
| Wielka Brytania   | 62                |

## Historia wydania
| Miejsce                   | Data              | Wytwórnia          |
| ------------------------- | ----------------- | ------------------ |
| Stany Zjednoczone, Kanada | 23 listopada 2009 | Cash Money Records |
| Japonia                   | 24 listopada 2009 | Universal Japan    |
| Wielka Brytania           | 30 listopada 2009 | Jayded Records     |
| Niemcy                    | 4 grudnia 2009    | Jayded Records     |